# Eugenio Wolk
Eugenio Wolk (Černigov, 4 febbraio 1915 – Magliaso, 17 giugno 1995) è stato un militare e pioniere della subacquea italiano di origine russa.

## Biografia
La famiglia, facente parte della nobiltà russa, durante la Rivoluzione d'ottobre fu costretta a fuggire, inizialmente riparò a Costantinopoli, successivamente a Taranto e nel 1919 a Roma. Nel 1927 Wolk prese la cittadinanza italiana.
Nel 1933 si arruolò nella Regia Marina e nel 1936 divenne sottotenente di vascello. Quindi partecipò alla guerra di Spagna.

### La seconda guerra mondiale
Nel giugno del 1940 presso l'Accademia Navale di Livorno fu creata la Scuola sommozzatori il cui comando fu affidato a Wolk. In seguito Wolk fu trasferito a La Spezia per seguire i corsi per sommozzatori sull'incrociatore San Marco. 
Per contrastare le contromisure assunte dagli inglesi, dopo il riuscito attacco alla baia di Suda del 25 marzo 1941, per impedire ai mezzi della X MAS di forzare i porti alleati Wolk studiò la possibilità di utilizzare dei minisommergibili che potessero trasportare sommozzatori dei Gruppi Gamma fin all'interno dei porti alleati. Durante un periodo trascorso a Livorno, nell'estate 1941, ebbe modo di conoscere il sottotenente di vascello Eugenio Massano che era il nuovo vicecomandante della scuola di Livorno che lo stesso Wolk aveva comandato fino a poco tempo prima a cui espose la sua idea. Wolk aveva già presentato la sua idea a Vittorio Moccagatta, comandante dei mezzi d'assalto di superficie della Xª Flottiglia MAS, il quale l'aveva però bocciata. Malgrado ciò, Wolk aveva iniziato a fare delle prove con l'aiuto di un comandante dei sommergibili tascabili CB. Quando la sua attività fu scoperta, Wolk fu trasferito nuovamente a Livorno, ma le prove avevano comunque suscitato l'interesse del comando, che chiamò proprio Massano a proseguire il progetto.
Dopo l'armistizio di Cassibile incontra Junio Valerio Borghese, il quale lo invita a prendere il comando del Gruppo Gamma della Xª Flottiglia MAS che al completo aveva aderito alla Repubblica Sociale Italiana. Come vice comandante ebbe il tenente di vascello Luigi Ferraro.
Destinato al campo di prigionia di Venezia Lido, fu ospitato nella caserma Pepe. Nel giugno del 1945, Lionel Crabb della Royal Navy propose a Wolk ed ai suoi uomini rana di porsi al suo comando e di collaborare allo sminamento del porto di Venezia ed al recupero del naviglio. I prigionieri che accettarono furono trasferiti sull'isola di sant'Andrea, dove era il comando dell'Allied Navies Experimental, in cui godettero di ampia libertà su tutta l'isola non essendo presenti né recinti, né guardie armate.
Alla fine di questa attività, partì con la famiglia per l'Argentina, dove ebbe l'incarico di istituire la Scuola per Palombari-Sommozzatori.